# 시카고 상업거래소

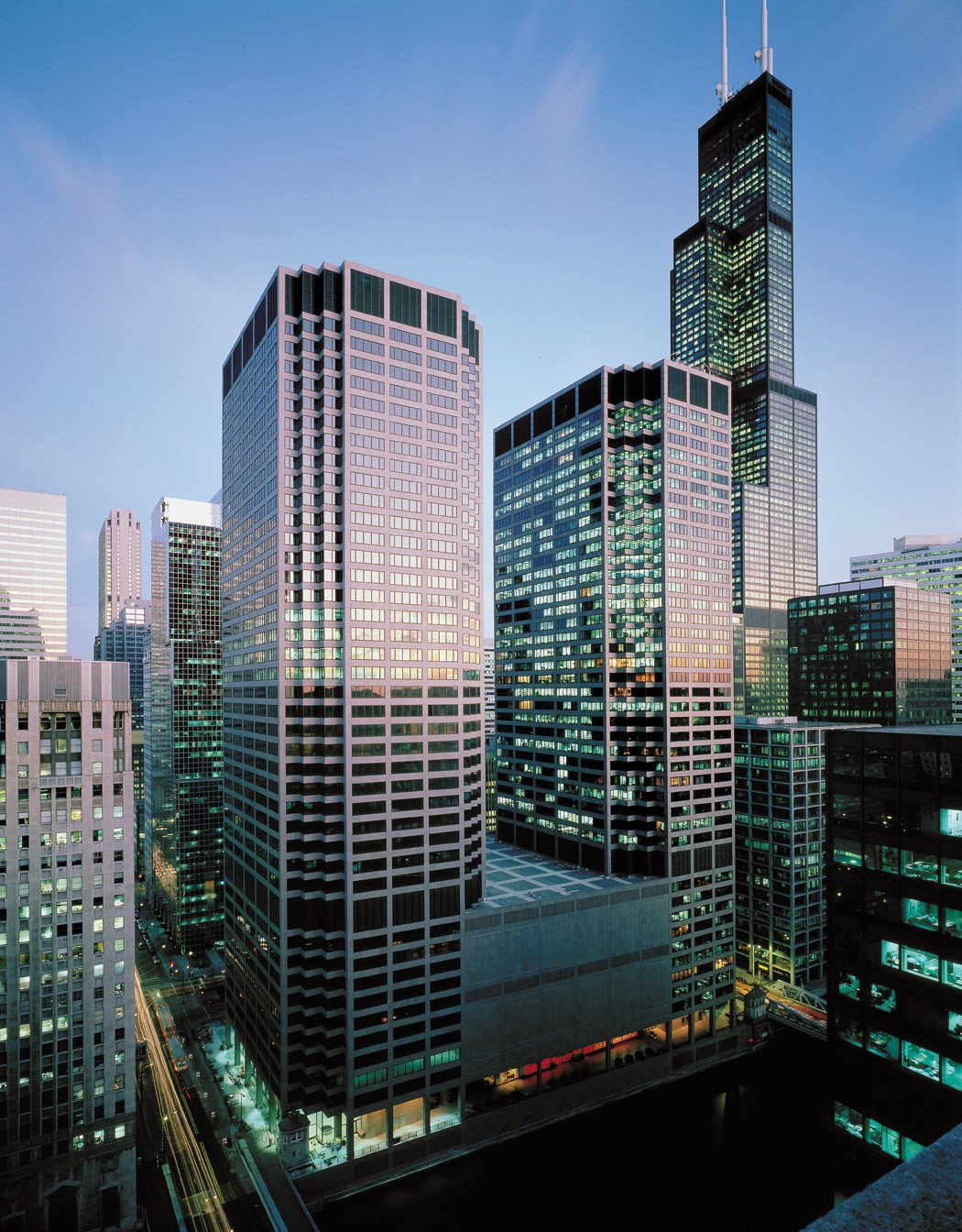
시카고 상업거래소 빌딩

시카고 상업거래소(영어: Chicago Mercantile Exchange, 약칭 CME)는 미국 일리노이주 시카고에 기반을 둔 범세계적인 파생상품시장이다. CME는 1898년 농산물 거래소인 시카고 버터 앤 에그 보드(Chicago Butter & Egg Board)로 설립되었다.
CME는 전 세계 50개 등록 거래소, 청산기관, 서비스국, 규제기관의 공식 성과채권(마진) 메커니즘으로 사용되는 CME SPAN 소프트웨어도 개척했다.

## 거래 플랫폼
거래는 공개적인 외침 형식과 전 자거래 플랫폼인 CME Globex Trade System의 두 가지 방법으로 이루어진다. 거래소 총 물량의 90% 이상이 CME Globex에서 전자 거래 방식으로 발생한다.